# Dunedinia decolor
Dunedinia decolor är en spindelart som beskrevs av Alfred Frank Millidge 1988. Dunedinia decolor ingår i släktet Dunedinia och familjen täckvävarspindlar. Inga underarter finns listade i Catalogue of Life.